# Melanoplinae

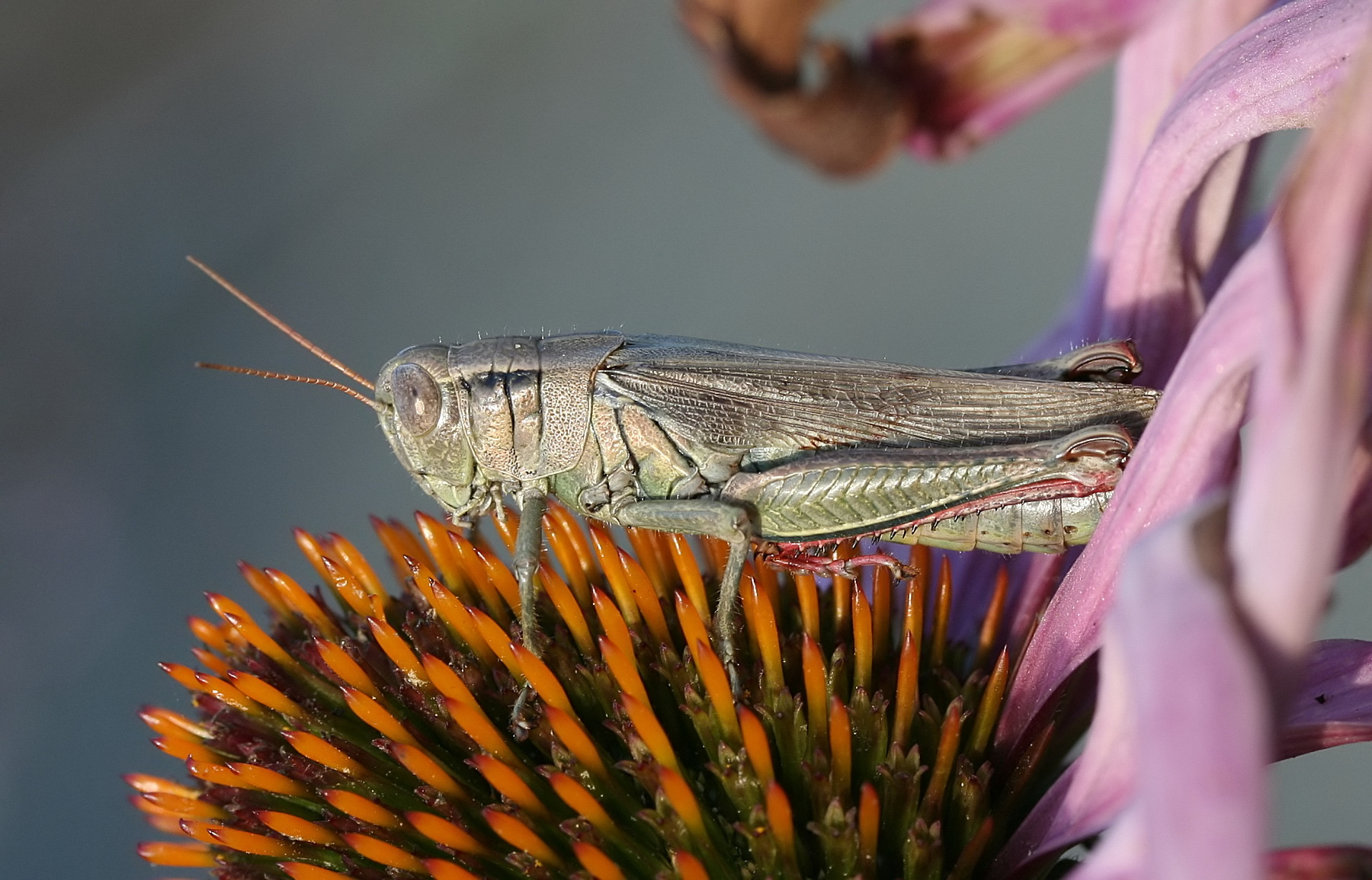
Melanoplus yarrowii

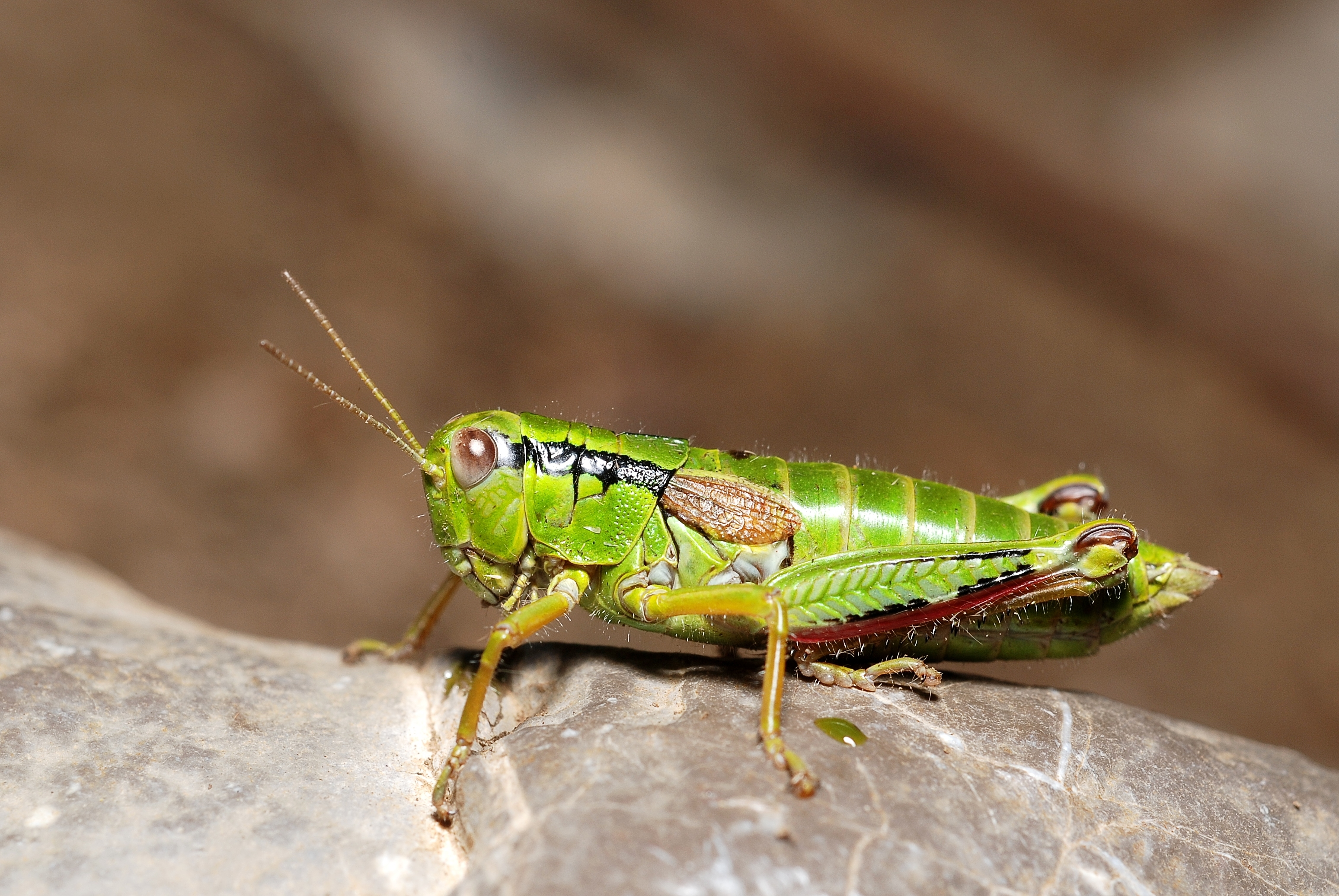
Miramella alpina

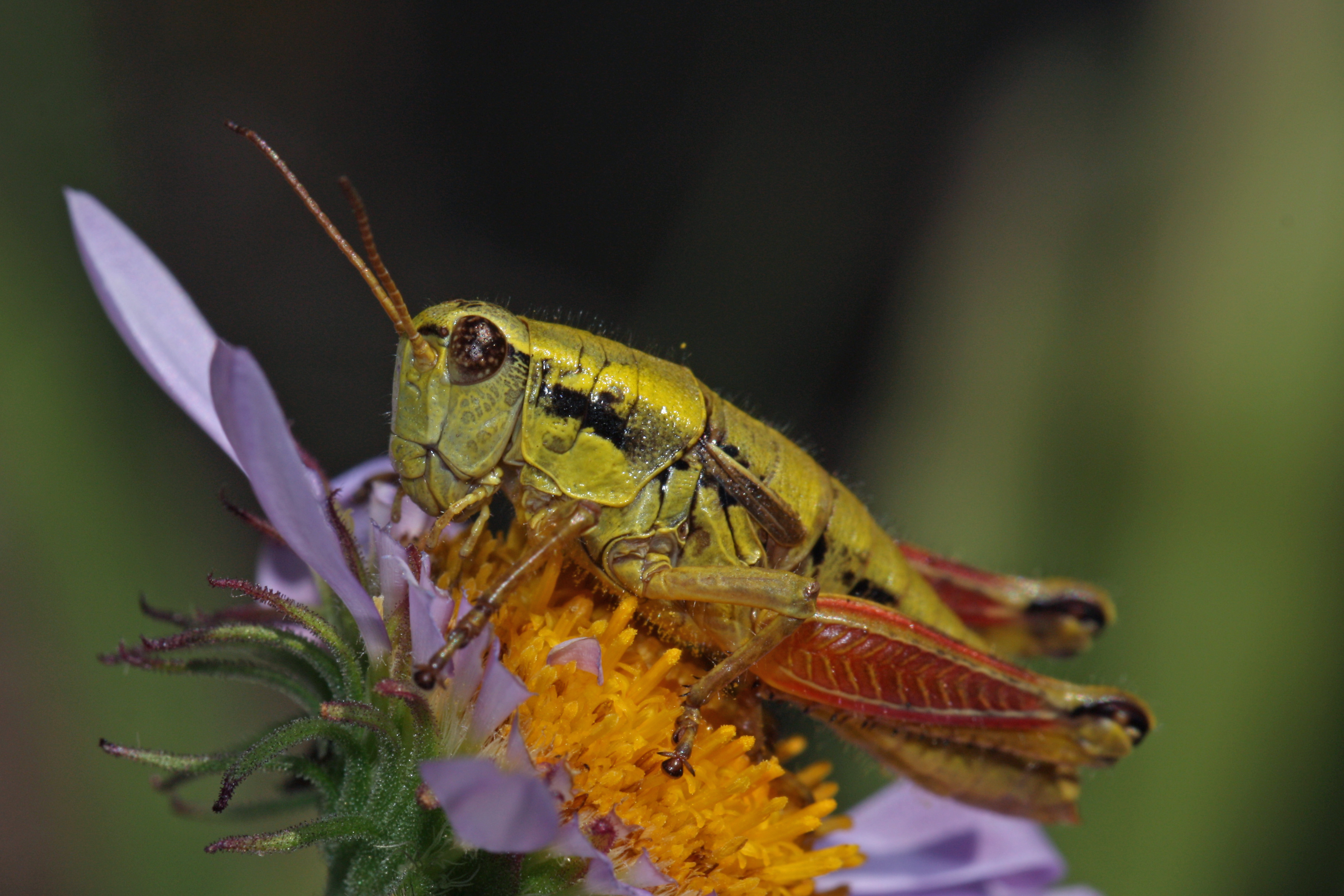
Prumnacris rainierensis

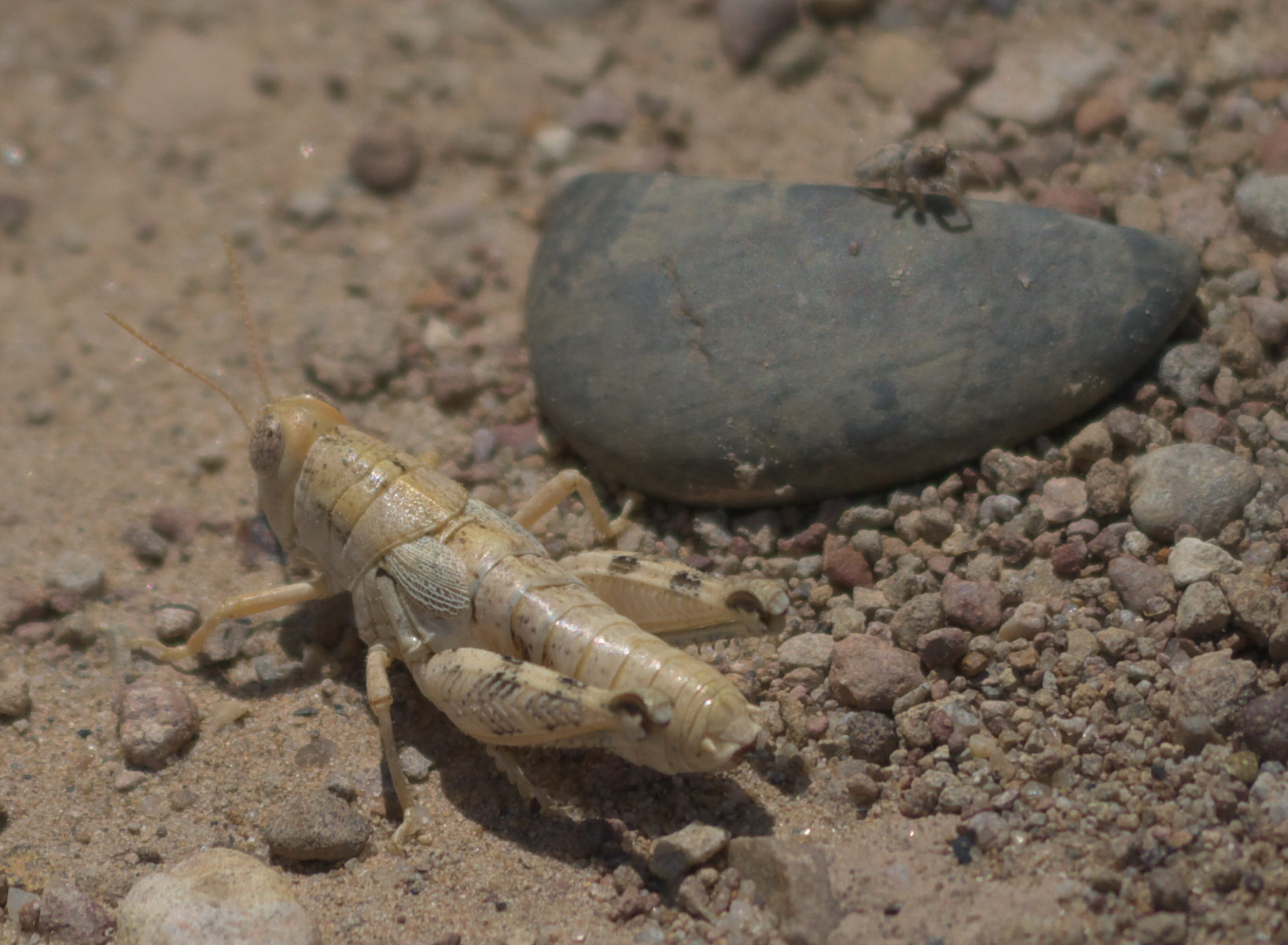
Aeoloplides chenopodii

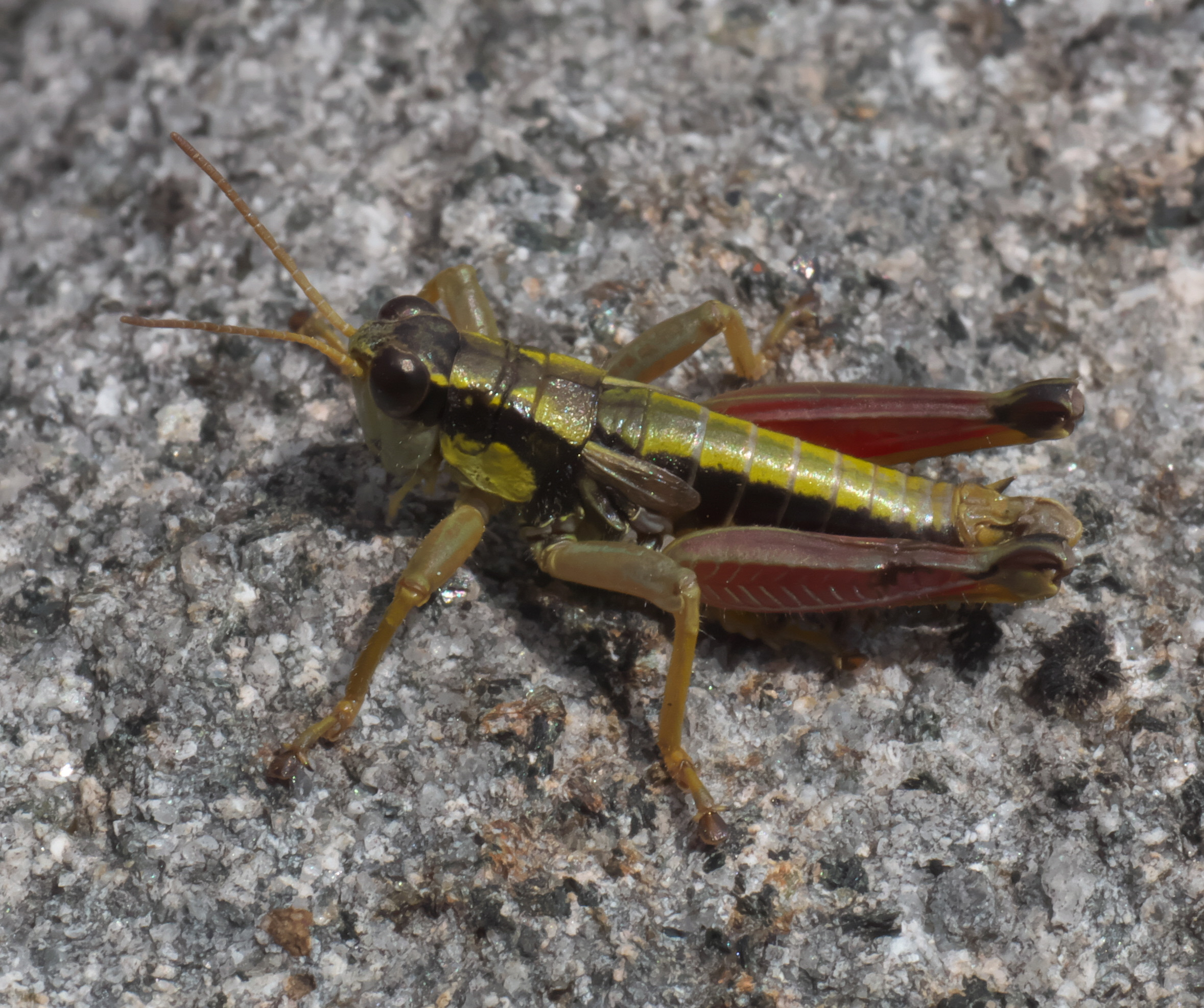
Prumnacris rainierensis

Melanoplinae (лат.) — подсемейство из семейства настоящих саранчовых (Acrididae). Типовой род — Melanoplus Stål, 1873.
Распространены в Голарктике и Неотропической зоне. Это одно из двух крупнейших подсемейств Acrididae. Известно около 1200 видов.

## Описание
Melanoplinae являются одним из основных компонентов фауны настоящих саранчовых (Acrididae) в Северной Америке и в высокогорных Андах Южной Америки. Они включают в себя несколько самых опасных ортоптероидных вредителей сельскохозяйственных культур и пастбищ в Америке, таких как «двухполосая саранча» (Melanoplus bivitattus), «перелетная саранча» (Melanoplus sanguinipes) и несколько саранчовых из трибы Dichroplini (например, Dichroplus elongatus, D. maculipennis).

## Распространение
Представители Melanoplinae встречаются в Голарктике (Европа и северная Азия) и Неотропике: Conalcaeini (Неарктика), Dactylotini (Неарктика), Dichroplini (в основном Неотропика), Jivarini (Неотропика), Melanoplini (Неарктика) и Podismini (синоним Prumnini: широко распространен в северном полушарии).

## Классификация
Подсемейство включает 145 родов и около 1200 видов. Таксон был впервые выделен в 1897 году американским энтомологом Сэмюэлем Хаббардом Скаддером (1837—1911).
Систематика этой группы является спорной, различные авторы признают разное количество триб (например, Rehn and Randell, 1963; Amédégnato, 1977; Vickery, 1997), а ее эволюционная история остается неясной. Для объяснения ранней биогеографической истории Melanoplinae были предложены три сценария. Один из них предполагает евразийское происхождение группы с последующей миграцией в Северную, а затем Южную Америку (Amédégnato, 1977). Другая версия предполагает древнее лаврентийское (южный Квебек) происхождение с неарктическим регионом в качестве центра, откуда начались миграции в палеарктические и неотропические регионы (Vickery, 1987). Третья альтернатива, основанная на последних молекулярных работах (Chapco et al., 2001; Amédégnato et al., 2003), предполагает южноамериканское происхождение, за которым последовало значительное число миграций в северном, восточном и/или западном направлениях. Использование молекулярных данных ДНК показало, что признанные в настоящее время Melanoplinae представляются полифилетическими из-за включения мексиканского рода Netrosoma. Распределение американской и евразийской фауны Melanoplinae может быть объяснено климатическими и геологическими событиями, такими как поднятие Анд, которые повлияли на диверсификацию и миграцию неотропических таксонов.
Подсемейство включает следующие роды, в том числе шесть триб:
- триба Conalcaeini Cohn & Cantrall, 1974[12]
  - род Barytettix Scudder, 1897
  - род Conalcaea Scudder, 1897
  - род Huastecacris Fontana & Buzzetti, 2007
  - род Oedomerus Bruner, 1907
- триба Dactylotini Scudder, 1897[13]
  - род Aztecacris Roberts, 1947
  - род Campylacantha Scudder, 1897
  - род Dactylotum Charpentier, 1845
  - род Dasyscirtus Bruner, 1908
  - род Gymnoscirtetes Scudder, 1897
  - род Liladownsia Fontana, Mariño-Pérez, Woller & Song, 2014
  - род Paraidemona Brunner von Wattenwyl, 1893
  - род Paratylotropidia Brunner von Wattenwyl, 1893
  - род Perixerus Gerstaecker, 1873
  - род Poecilotettix Scudder, 1897
- триба Dichroplini Rehn & Randell, 1963[14]
  - род Atrachelacris Giglio-Tos, 1894
  - род Chlorus Giglio-Tos, 1898
  - род Dichromatos Cigliano, 2007
  - род Eurotettix Bruner, 1906
  - род Leiotettix Bruner, 1906
  - род Ronderosia Cigliano, 1997
  - род Scotussa Giglio-Tos, 1894
  - род Apacris Hebard, 1931
  - род Baeacris Rowell & Carbonell, 1977
  - род Bogotacris Ronderos, 1979
  - род Boliviacris Ronderos & Cigliano, 1990
  - род Chibchacris Hebard, 1923
  - род Ciglianacris Cadena-Castañeda & Cardona, 2017
  - род Coyacris Ronderos, 1991
  - род Dichroplus Stål, 1873
  - род Digamacris Carbonell, 1989
  - род Hazelacris Ronderos, 1981
  - род Huaylasacris Cigliano, Pocco & Lange, 2011
  - род Keyopsis Ronderos & Cigliano, 1993
  - род Mariacris Ronderos & Turk, 1989
  - род Meridacris Roberts, 1937
  - род Neopedies Hebard, 1931
  - род Orotettix Ronderos & Carbonell, 1994
  - род Pediella Roberts, 1937
  - род Ponderacris Ronderos & Cigliano, 1991
  - род Pseudoscopas Hebard, 1931
  - род Timotes Roberts, 1937
  - род Yungasus Mayer, 2006
- триба Jivarini Hebard, 1924
  - род Argemiacris Ronderos, 1978
  - род Comansacris Ronderos & Cigliano, 1990
  - род Hydnosternacris Amédégnato & Descamps, 1978
  - род Intiacris Ronderos & Cigliano, 1990
  - род Jivarus Giglio-Tos, 1898
  - род Maeacris Ronderos, 1983
  - род Maylasacris Cigliano & Amédégnato, 2010
  - род Nahuelia Liebermann, 1942
  - род Oreophilacris Roberts, 1937
  - род Urubamba Bruner, 1913
- триба Melanoplini Scudder, 1897[6]
  - род Aeoloplides Caudell, 1916
  - род Agroecotettix Bruner, 1908
  - род Aptenopedes Scudder, 1878
  - род Cephalotettix Scudder, 1897
  - род Chloroplus Hebard, 1918
  - род Eotettix Scudder, 1897
  - род Floridacris Otte, 2014
  - род Floritettix Otte, 2014
  - род Hesperotettix Scudder, 1876
  - род Hypochlora Brunner von Wattenwyl, 1893
  - род Melanoplus Stål, 1873
  - род Necaxacris Roberts, 1939
  - род Netrosoma Scudder, 1897
  - род Oedaleonotus Scudder, 1897
  - род Paroxya Scudder, 1877
  - род Phaedrotettix Scudder, 1897
  - род Philocleon Scudder, 1897
  - род Phoetaliotes Scudder, 1897
  - род Sinaloa Scudder, 1897
- триба Podismini Jacobson, 1905
  - подтриба Miramellina Rehn & Randell, 1963
    - род Anapodisma Dovnar-Zapolskij, 1932
    - род Capraiuscola Galvagni, 1986
    - род Chortopodisma Ramme, 1951
    - род Cophopodisma Dovnar-Zapolskij, 1932
    - род Curvipennis Huang, 1984
    - род Epipodisma Ramme, 1951
    - род Indopodisma Dovnar-Zapolskij, 1932
    - род Italopodisma Harz, 1973
    - род Miramella Dovnar-Zapolskij, 1932
    - род Nadigella Galvagni, 1986
    - род Oropodisma Uvarov, 1942
    - род Pseudoprumna Dovnar-Zapolskij, 1932
    - род Rammepodisma Weidner, 1969
    - род Zubovskya Dovnar-Zapolskij, 1932

  - подтриба Podismina Jacobson, 1905
    - род Appalachia Rehn & Rehn, 1936
    - род Booneacris Rehn & Randell, 1962
    - род Dendrotettix Packard, 1890
    - род Micropodisma Dovnar-Zapolskij, 1932
    - род Niitakacris Tinkham, 1936
    - род Odontopodisma Dovnar-Zapolskij, 1932
    - род Ognevia Ikonnikov, 1911
    - род Podisma Berthold, 1827
    - род Pseudopodisma Mistshenko, 1947
    - род Yunnanacris Chang, 1940

  - подтриба Tonkinacridina Ito, 2015
    - род Fruhstorferiola Willemse, 1921
    - род Parapodisma Mistshenko, 1947
    - род Pedopodisma Zheng, 1980
    - род Sinopodisma Chang, 1940
    - род Tonkinacris Carl, 1916

  - подтриба incertae sedis
    - род Argiacris Hebard, 1918
    - род Asemoplus Scudder, 1897
    - род Bradynotes Scudder, 1880
    - род Buckellacris Rehn & Rehn, 1945
    - род Hebardacris Rehn, 1952
    - род Hypsalonia Gurney & Eades, 1961
    - род Kingdonella Uvarov, 1933
    - род Anepipodisma Huang, 1984
    - род Bohemanella Ramme, 1951
    - род Cophoprumna Dovnar-Zapolskij, 1932
    - род Dicranophyma Uvarov, 1921
    - род Eokingdonella Yin, 1984
    - род Genimen Bolívar, 1917
    - род Gibbitergum Zheng & Shi, 1998
    - род Guizhouacris Yin & Li, 2006
    - род Liaopodisma Zheng, 1990
    - род Pachypodisma Dovnar-Zapolskij, 1932
    - род Paratonkinacris You & Li, 1983
    - род Peripodisma Willemse, 1972
    - род Phaulotettix Scudder, 1897
    - род Podismodes Ramme, 1939
    - род Prumna Motschulsky, 1859
    - род Prumnacris Rehn & Rehn, 1944
    - род Pseudozubovskia Zheng, Lin, Zhang & Zeng, 2014
    - род Qinlingacris Yin & Chou, 1979
    - род Rectimargipodisma Zheng, Li & Wang, 2004
    - род Rhinopodisma Mistshenko, 1954
    - род Taipodisma Yin, Zheng & Yin, 2014
    - род Xiangelilacris Zheng, Huang & Zhou, 2008
- триба incertae sedis
  - род Agnostokasia Gurney & Rentz, 1964
  - род Aidemona Brunner von Wattenwyl, 1893
  - род Akamasacris Cigliano & Otte, 2003
  - род Duartettix Perez-Gelabert & Otte, 2000
  - род Karokia Rehn, 1964
  - род Mexacris Otte, 2007
  - род Mexitettix Otte, 2007
  - род Nisquallia Rehn, 1952
  - род Oaxaca Fontana, Buzzetti & Mariño-Pérez, 2011
  - род Parascopas Bruner, 1906
  - род Pedies Saussure, 1861
  - род Propedies Hebard, 1931
  - род Psilotettix Bruner, 1908
  - род Radacris Ronderos & Sánchez, 1983
  - род Tijucella Amédégnato & Descamps, 1979
  - род Tiyantiyana Cigliano, Pocco & Lange, 2011